# Frank Wall
Pour les articles homonymes, voir Wall.

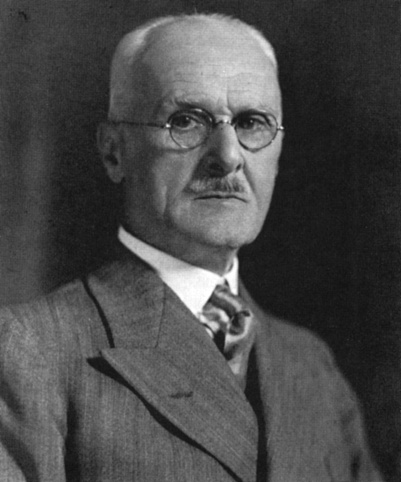
Frank Wall.

Frank Wall est un médecin militaire et un herpétologiste britannique, né le 21 avril 1868 à Colombo à Ceylan et mort le 19 mai 1950 à Bournemouth dans le Dorset.

## Biographie
Son père est un homme politique important de Ceylan qui l’initie le premier à l’histoire naturelle. Wall étudie la médecine à Londres. Il entre à l’Indian Medical Service en 1893 et est envoyé en Inde l’année suivante. Il y demeure jusqu’à sa retraite en 1925, date à laquelle il se retire en Grande-Bretagne.
Durant son service, il récolte de nombreux serpents dans de nombreuses régions de l’Inde. Durant la Première Guerre mondiale, il est en service dans le corps expéditionnaire britannique en Irak. À son retour, il offre ses collections au British Museum.
Il publie plus de 200 articles scientifiques dont le livre A Popular Treatise on the Common Indian Snakes.

## Source
Kraig Adler (1989). Contributions to the History of Herpetology, Society for the study of amphibians and reptiles.